# Chełm Górny
Chełm Górny – wieś w Polsce położona w województwie zachodniopomorskim, w powiecie gryfińskim, w gminie Trzcińsko-Zdrój.
Miejscowość leży 4 km na południowy wschód od Narostu, 2 km od Chełma Dolnego, w lesie i wśród okolicznych jeziorek. Za wsią znajduje się folwark Johannishof z leśniczówką. 
W latach 1975–1998 miejscowość administracyjnie należała do województwa szczecińskiego.

## Zabytki
- zespół dworski:-dwór, 1904, nr rej.: A-1172 z 19.12.1990-park, XVIII, nr rej.: A-935 z 4.12.1980.